# Masayuki Okano
Masayuki Okano (岡野 雅行, Okano Masayuki, Yokohama, 25 juli 1972) is een Japans voormalig voetballer die als middenvelder speelde.

## Carrière
Okano speelde tussen 1994 en 2009 voor Urawa Red Diamonds, Vissel Kobe en TSW Pegasus. Hij tekende in 2009 bij Gainare Tottori.

## Japans voetbalelftal
Okano debuteerde in 1995 in het Japans nationaal elftal en speelde 25 interlands, waarin hij 2 keer scoorde.

## Statistieken
| Japans voetbalelftal | Japans voetbalelftal | Japans voetbalelftal |
| Jaar                 | Wed.                 | Dlp.                 |
| -------------------- | -------------------- | -------------------- |
| 1995                 | 3                    | 0                    |
| 1996                 | 11                   | 1                    |
| 1997                 | 5                    | 1                    |
| 1998                 | 5                    | 0                    |
| 1999                 | 1                    | 0                    |
| Totaal               | 25                   | 2                    |